# LCD Soundsystem
LCD Soundsystem je američki muzički projekt producenta Džejmsa Marfija, koosnivača dens pank etikete DFA Records. Muzika sastava LCD Soundsystem je mešavina dens muzike i panka, zajedno sa elementima diska i ostalih stilova.

## Članovi
- Džejms Marfi - vokal, instrumenti

Kada Marfi nastupa uživo prate ga sledeći članovi sastava:
- Al Dojl - gitara, udaraljke
- Fil Skarić - bas gitara
- Nensi Wang - klavijatura
- Pat Mehoni - bubanj

Bivši članovi:
- Tajler Pop - bas gitara (iz sastava !!! i Out Hud)
- Fil Mosman - gitara, udaraljke

## Diskografija

### Studijski albumi
- LCD Soundsystem (2005)
- Sound of Silver (2007)
- This Is Happening (2010)

### Digitalna izdanja
- Introns (2006)
- 45:33 (2006)
- A Bunch of Stuff (2007)

### Singlovi
- Losing My Edge (2002)
- Give It Up (2003)
- Yeah (2004)
- Movement (2004)
- Daft Punk Is Playing at My House (2005)
- Disco Infiltrator / Slowdive (Siouxsie and the Banshees obrada, 2005)
- Tribulations (2005)
- North American Scum (2007)
- All My Friends (2007)
- No Love Lost (Joy Division obrada) / Poupee de cire (Serge Gainsbourg obrada, 2007)
- Someone Great (2007)
- Confuse the Marketplace (2007)
- Time to Get Away (2008)

### Kompilacije
- DFA Compilation, Vol. 1 (2003)
- DFA Compilation, Vol. 2 (2004)
- Music from the OC: Mix 5 (2005)
- DFA Holiday Mix 2005 (2005)
- FabricLive.36 (2007)
- 21 Soundtrack (2008)

## Spoljašnje veze
- Zvanični veb-sajt
- DFA records Архивирано на веб-сајту  (8. јануар 2010) (језик: енглески)